# Lironcourt
Lironcourt là một xã, nằm ở tỉnh Vosges trong vùng Grand Est của Pháp. Xã này có diện tích 4,84 km², dân số năm 1999 là 65 người. Xã này nằm ở khu vực có độ cao 232–402 m trên mực nước biển.

## Biến động dân số
| 1962                                         | 1968 | 1975 | 1982 | 1990 | 1999 |
| -------------------------------------------- | ---- | ---- | ---- | ---- | ---- |
| 64                                           | 88   | 85   | 84   | 79   | 65   |
| Số liệu từ năm 1962: Dân số không tính trùng |      |      |      |      |      |